# Agezarchos z Tritai
Agezarchos (gr. Αγήσαρχος) – starożytny grecki pięściarz pochodzący z arkadyjskiej Tritai, syn Hajmostratosa. Odniósł zwycięstwo w zawodach pięściarskich podczas wszystkich czterech igrzysk panhelleńskich, w tym na igrzyskach olimpijskich w 120 roku p.n.e.